# Francisco Javier Zaldúa
Pour les articles homonymes, voir Zaldúa.
Francisco Javier Zaldúa , né le 3 décembre 1811 à Bogota et mort le 21 décembre 1882 à Bogota, est un homme d'État colombien.
Il est le président des États-Unis de Colombie du 1er avril 1882 jusqu'à sa mort.